# Бојни бродови класе Ређина Маргерита
Ређина Маргерита (итал. Regina Margerita; српски Краљица Маргерита, име по краљици Италије Маргерити Савојској) била је класа бојних бродова преддреднота саграђених за Италијанску морнарицу. Саграђена су два брода те класе: Ређина Маргерита (1901) и Бенедето Брин (1901).

## Судбине бродова
Оба брода изгубљена су у Првом светском рату. Бенедето Брин приликом саботаже 1915. у луци Бриндизи, а Ређина Маргерита 1916. након експлозије мине крај албанске обале.